# Cheilosia lukashovae
Cheilosia lukashovae är en tvåvingeart som beskrevs av Barkalov 1993. Cheilosia lukashovae ingår i släktet örtblomflugor, och familjen blomflugor. Inga underarter finns listade i Catalogue of Life.